# آریل روخاس
آریل روخاس (انگلیسی: Ariel Rojas؛ زادهٔ ۱۶ ژانویهٔ ۱۹۸۶) بازیکن فوتبال اهل آرژانتین است.
از باشگاه‌هایی که در آن بازی کرده‌است می‌توان به باشگاه فوتبال ریور پلاته، باشگاه فوتبال کروز آزول، باشگاه فوتبال گودوی کروز، و باشگاه فوتبال ولز سارسفیلد اشاره کرد.